# 滬寧都市間鉄道
滬寧都市間鉄道（こねいとしかんてつどう、中文表記: 沪宁高速铁路、英文表記: Shanghai–Nanjing Intercity High-Speed Railway）は中華人民共和国の上海・南京間を結ぶ旅客列車専用の高速鉄道の一つである。

## 概要
滬寧都市間鉄道は、長江デルタ地区の都市間鉄道網計画の重要な一部分をなす高速鉄道である。路線全長は約300km、うち上海市域内は32km、江蘇省域内は268kmである。路線は基本的に在来鉄道である京滬線に平行しており、全部で31箇所の駅が設けられる予定である（上海虹橋駅を除く）。設計上の最高速度は350km/hとされ、2008年7月1日に着工、2010年7月1日に営業を開始した。総工費は394.5億元である。
京滬高速鉄道も南京・上海両市を通るが、別線である。南京・上海間は在来線の京滬線と滬寧都市間鉄道、京滬高速鉄道の計3線で結ばれている。ただし、京滬高速鉄道は上海駅、南京駅は通らない。

## 運行形態

### 開業初期
- 在来線直通などの、1時間37分～2時間50分で走行する、平均速度106～186km/hのD列車
- 上海虹橋経由、滬杭旅客専用線直通の杭州行き列車。途中5～7駅に停車し、470kmを2時間48分～57分で走行、平均速度は159～168km/h。
- 途中1～6駅に停車し、上海・南京間301kmを1時間23分～59分で走行、平均速度152～218km/hの列車
- 上海・南京間301kmを1時間15分で走行、平均速度241km/hのノンストップ列車
- 途中1～6駅に停車し、上海虹橋・南京間301kmを1時間23分～59分で走行、平均速度152～218km/hの列車
- 上海虹橋・南京間301kmを1時間13分で走行、平均速度247km/hのノンストップ列車

といったバリエーションがあった。
ノンストップ列車は、平均して1時間に1本ほど運行されていた。開通当初は他の列車も含め、ほとんどの列車が、上海虹橋国際空港に隣接し、大規模に整備が進められ、京滬高速鉄道のターミナルとなる予定でもある上海虹橋駅（「虹橋総合交通中枢」）発着のダイヤであった。しかし、上海虹橋駅は上海駅と比較しても市内から遠く、不便であるという利用者の不満の解消のため、ノンストップ列車を中心に上海虹橋駅発着の列車の一部を、上海駅発着へと変更した。
8～20時までの時間帯には、基本は1時間に5～6本、ピーク時間帯では1時間に9本の本数が設定されていた。

### 現在
- 所要時間

2025年4月現在、早朝深夜を除き1時間に7～10本の本数が設定されており、運行本数は増加している。京滬高速鉄道に南京南-上海/上海虹橋間無停車の列車が多数設定され、滬寧都市間鉄道のノンストップ列車は廃止された。線内完結の列車の所要時間は、常州、無錫、蘇州に停車する列車が1時間40分で、表定速度は180km/hである。停車駅が多い列車の場合は更に所要時間が長く、2時間から2時間半程度である。また、途中駅の蘇州、無錫、常州を始発·終着とする列車が存在する。
- 他路線への直通列車

上海虹橋駅から滬昆旅客専用線、滬蘇湖高速鉄道へ直通する、杭州、寧波、湖州方面の列車がある。一方、南京南駅から他路線へ直通する列車は合寧線、寧安都市間鉄道に乗り入れている。また、丹徒駅及び鎮江駅から分岐する連鎮旅客専用線に直通する列車も設定されている。

## 歴史
- 2008年7月1日 - 着工。
- 2010年7月1日 - 運行開始。
- 2010年7月12日 - 南京 - 上海の直通列車増加。
- 2010年8月12日 - 大多数のノンストップ列車を上海発着に変更し、上海虹橋発着のノンストップ列車をほとんどなくす。(その後ノンストップ列車は京滬高速鉄道へ移行)

## 使用車両
- 中国高速鉄道CRH1型電車
- 中国高速鉄道CRH2型電車
- 中国高速鉄道CRH3型電車
- 中国高速鉄道CR400BF型電車
- 中国高速鉄道CR300AF型電車
- 中国高速鉄道CR300BF型電車

## 駅一覧
- 背景色が■で、かつ斜体字で表示している駅は現在施設が供用されていない、または完成していないことを示す。

| 路線 | 路線 | 路線 | 駅名             | 駅名         | 駅名              | 駅間 キロ | 累計 キロ | 接続路線・備考                                                                           | 所在地 | 所在地 | 所在地 |
| 路線 | 路線 | 路線 | 日本語           | 簡体字中国語 | 英語              | 駅間 キロ | 累計 キロ | 接続路線・備考                                                                           | 所在地 | 所在地 | 所在地 |
| ---- | ---- | ---- | ---------------- | ------------ | ----------------- | --------- | --------- | ---------------------------------------------------------------------------------------- | ------ | ------ | ------ |
|      |      |      | 上海駅           | 上海站       | Shanghai          | 0         | 0         | 中国国鉄:■京滬線 ■上海軌道交通1号線 ■上海軌道交通3号線 ■上海軌道交通4号線                | 上海市 | 静安区 | 静安区 |
|      |      |      | 上海西駅         | 上海西站     | Shanghai West     | 5         | 5         | 中国国鉄:■京滬線 ■上海軌道交通11号線 ■上海軌道交通15号線                                 | 上海市 | 普陀区 | 普陀区 |
|      |      |      | 南翔北駅         | 南翔北站     | Nanxiang North    | 9         | 14        |                                                                                          | 上海市 | 嘉定区 | 嘉定区 |
|      |      |      | 上海虹橋駅       | 上海虹桥站   | Shanghai Hongqiao | 0         | 0         | ■滬杭旅客専用線 ■京滬高速鉄道 ■上海軌道交通2号線 ■上海軌道交通10号線 ■上海軌道交通17号線 | 上海市 | 閔行区 | 閔行区 |
|      |      |      | 安亭北駅         | 安亭北站     | Anting North      | 15        | 29        | 中国国鉄:■滬通線、■滬鎮線                                                                | 上海市 | 嘉定区 | 嘉定区 |
|      |      |      | 花橋駅（廃止）   | 花桥站       | Huaqiao           | 11        | 40        |                                                                                          | 江蘇省 | 蘇州市 | 崑山市 |
|      |      |      | 崑山南駅         | 昆山南站     | Kunshan South     | 10        | 50        | ■京滬高速鉄道                                                                            | 江蘇省 | 蘇州市 | 崑山市 |
|      |      |      | 陽澄湖駅         | 阳澄湖站     | Yangchenghu       | 9         | 59        |                                                                                          | 江蘇省 | 蘇州市 | 崑山市 |
|      |      |      | 唯亭西駅         | 唯亭西站     | Weiting West      | 建設中    | 建設中    |                                                                                          | 江蘇省 | 蘇州市 | 姑蘇区 |
|      |      |      | 蘇州園区駅       | 苏州园区站   | Suzhou Yuanqu     | 15        | 74        | ■蘇州軌道交通3号線                                                                       | 江蘇省 | 蘇州市 | 姑蘇区 |
|      |      |      | 蘇州駅           | 苏州站       | Suzhou            | 10        | 84        | 中国国鉄:■京滬線 ■蘇州軌道交通2号線 ■蘇州軌道交通4号線                                   | 江蘇省 | 蘇州市 | 姑蘇区 |
|      |      |      | 蘇州新区駅       | 苏州新区站   | Suzhou Xinqu      | 10        | 94        | ■蘇州軌道交通3号線 ■蘇州高新区有軌電車T2号線                                             | 江蘇省 | 蘇州市 | 虎丘区 |
|      |      |      | 望亭東駅         | 望亭东站     | Wangting East     | 建設中    | 建設中    |                                                                                          | 江蘇省 | 蘇州市 | 相城区 |
|      |      |      | 無錫新区駅       | 无锡新区站   | Wuxi Xinqu        | 19        | 113       | ■無錫地下鉄3号線                                                                         | 江蘇省 | 無錫市 | 浜湖区 |
|      |      |      | 無錫駅           | 无锡站       | Wuxi              | 13        | 126       | 中国国鉄:■京滬線 ■無錫地下鉄1号線 ■無錫地下鉄3号線                                       | 江蘇省 | 無錫市 | 梁渓区 |
|      |      |      | 恵山駅           | 惠山站       | Huishan           | 14        | 140       |                                                                                          | 江蘇省 | 無錫市 | 恵山区 |
|      |      |      | 横林駅           | 横林站       | Henglin           | 建設中    | 建設中    |                                                                                          | 江蘇省 | 常州市 | 武進区 |
|      |      |      | 戚墅堰駅         | 戚墅堰站     | Qishuyan          | 14        | 154       | 中国国鉄:■京滬線                                                                         | 江蘇省 | 常州市 | 武進区 |
|      |      |      | 常州駅           | 常州站       | Changzhou         | 11        | 165       | 中国国鉄:■京滬線 ■常州地下鉄1号線                                                        | 江蘇省 | 常州市 | 天寧区 |
|      |      |      | 新閘東駅         | 新闸东站     | Xinzha East       | 建設中    | 建設中    |                                                                                          | 江蘇省 | 常州市 | 鐘楼区 |
|      |      |      | 奔牛東駅         | 奔牛东站     | Benniu East       | 建設中    | 建設中    |                                                                                          | 江蘇省 | 常州市 | 武進区 |
|      |      |      | 呂城駅           | 吕城站       | Lücheng           | 建設中    | 建設中    | 中国国鉄:■京滬線                                                                         | 江蘇省 | 鎮江市 | 丹陽市 |
|      |      |      | 陵口駅           | 陵口站       | Lingkou           | 建設中    | 建設中    | 中国国鉄:■京滬線                                                                         | 江蘇省 | 鎮江市 | 丹陽市 |
|      |      |      | 丹陽駅           | 丹阳站       | Danyang           | 45        | 210       | 中国国鉄:■京滬線                                                                         | 江蘇省 | 鎮江市 | 丹陽市 |
|      |      |      | 丹徒駅           | 丹徒站       | Dantu             | 14        | 224       | 中国国鉄:■連鎮旅客專用線                                                                 | 江蘇省 | 鎮江市 | 丹徒区 |
|      |      |      | 鎮江駅           | 镇江站       | Zhenjiang         | 13        | 237       | 中国国鉄:■京滬線                                                                         | 江蘇省 | 鎮江市 | 潤州区 |
|      |      |      | 高資南駅         | 高资南站     | Gaozi South       | 建設中    | 建設中    |                                                                                          | 江蘇省 | 鎮江市 | 丹徒区 |
|      |      |      | 下蜀駅           | 下蜀站       | Xiashu            | 建設中    | 建設中    | 中国国鉄:■京滬線                                                                         | 江蘇省 | 鎮江市 | 句容市 |
|      |      |      | 宝華山駅（廃止） | 宝华山站     | Baohuashan        | 37        | 274       |                                                                                          | 江蘇省 | 鎮江市 | 句容市 |
|      |      |      | 棲霞駅           | 栖霞站       | Qixia             | 建設中    | 建設中    | 中国国鉄:■京滬線                                                                         | 江蘇省 | 南京市 | 棲霞区 |
|      |      |      | 仙林駅           | 仙林站       | Xianlin           | 14        | 288       |                                                                                          | 江蘇省 | 南京市 | 棲霞区 |
|      |      |      | 南京駅           | 南京站       | Nanjing           | 13        | 301       | 中国国鉄:■京滬線、■合寧線 ■寧銅線、■寧啓線、■寧西線 ■南京地下鉄1号線 ■南京地下鉄3号線    | 江蘇省 | 南京市 | 玄武区 |